# Carlos Solines
Carlos Solines Coronel (Quito, 27 de enero de 1940) es un abogado y catedrático ecuatoriano.

## Biografía
Estudió jurisprudencia en la Pontificia Universidad Católica del Ecuador, donde obtuvo el título de Doctor en Jurisprudencia en 1973. Ese mismo año funda su firma jurídica Solines & Asociados; a la par empieza a dictar clases de Legislación Laboral y Social en la Universidad Central del Ecuador. En 1974 se integra como catedrático de la misma materia, además de Derecho Mercantil, Constitucional y Sociología en su alma mater. 
En 1980 fue designado como viceministro de Recursos Naturales y Energéticos. Forma parte de la Democracia Cristiana desde su fundación. En 1988 se candidateó como diputado de la provincia de Pichincha por el partido Democracia Popular, obteniendo una curul en el Congreso Nacional del Ecuador. Integró las comisiones de lo Civil y Penal, y de Fiscalización, de las que fue Vicepresidente.  
Entre 1997 y 1999 se desempeñó como Conjuez del Presidente de la Primera Sala de lo Laboral de la Corte Suprema de Justicia en Ecuador; institución en la que además también integró el Tribunal de Honor.
Se candidateó al Parlamento Andino por el mismo partido en 2002, aunque no resultó elegido. Actualmente es Miembro del Tribunal de Arbitraje del Centro Nacional de Mediación y Arbitraje de la Cámara de Construcción de Quito.
Está casado con la catedrática y jurista ecuatoriana Ximena Moreno.